# 전지원 (성우)
전지원(1978년 5월 6일 ~)은 대한민국의 성우이다. 2006년 KBS 32기로 입사했으며 한국방송 성우극회 소속.

## 주요 출연작품

### 영화
- 뉴욕, 아이 러브 유 (KBS) - 소녀(올리비아 설비)

### 외화
- 닥터 후 (KBS) - 엘리엇 (샘 데이비스) / 리타 (아마라 카란)

### 방송
- 사람, 산 (울산MBC)
- 휴먼다큐 사람이 좋다 (MBC) - 내레이션
- 제보자들 (KBS2) - 내레이션
- 현장르포 특종세상 (MBN) - 내레이션
- 리얼 귀농스토리 나는 농부다 (NBS 한국농업방송) - 내레이션
- 알약방, 스타의 건강사전(MBN)- 내레이션
- 인간극장 (KBS1) - 내레이션 (KBS 노조 파업으로 임시 진행)
- KBS 스페셜 - 노회찬이 남긴 질문 (KBS1) - 내레이션
- 다큐On 94회 : 우리가 서울에 온 까닭은 (KBS1) - 내레이션
- 다큐On 95회 : 개인방송 전성시대 (KBS1) - 내레이션
- 다큐On 126회 : 농부 화가 순복 씨의 고향 스케치 (KBS1) - 내레이션
- 다큐On 134회 : 대한민국임시정부, 103년의 약속 (KBS1) - 내레이션